# Port Royal (Theaterstück)
Port Royal ist ein Theaterstück des französischen Dramatikers Henry de Montherlant, das am 8. Dezember 1954 in der Comédie-Française uraufgeführt wurde.
Im Mittelpunkt stehen die Nonnen des Klosters Port Royal des Champs, die sich gegen Verhöre der Katholiken durchsetzen und ihren inneren Glauben bewahren. Im Zentrum stehen die Mutter Angèlique und die junge Novizin Françoise.
Montherlant deckt auf, dass sogar Mitglieder einer frommen Gemeinschaft vom Ehrgeiz zerfressen sind. Eine tiefe Freundschaft besteht zwischen Schwester Angélique und der schwachen, sensitiven Schwester Françoise, die nicht sicher ist, dass die Härte der Disziplin an Port Royal für sie sind. Das Stück behandelt Françoises geistigen Aufstieg in Richtung zum Licht, zur Resignation und zum kompletten Opfer. Am Ende der konfrontiert Françoise den Erzbischof mit einer anklagenden Rede.
Bekannte Schauspielerinnen wie Renée Faure, Isabelle Adjani und Claude Jade spielten die Françoise am Theater.